# Ceretic de Elmet
Ceretic de Elmet (o Ceredig ap Gwallog) fue el último rey de Elmet, un reino britano que existió en el área de West Yorkshire en el Norte de Inglaterra en la Britania posromana.
Beda recuerda que Santa Hilda (nacida en 614), un miembro de la familia real de Deira, fue llevada a la corte de Ceretic, después de huir del usurpador northumbriano, Etelfrido de Bernicia.  Beda describe a Ceretic como "rey de los Britanos", quizás queriendo decir simplemente de los britanos de la zona. Cuando Edwino de Deira regresó al poder en 617, Ceretic fue expulsado, presuntamente debido a su complicidad en el envenenamiento del padre de Hilda, y su reino fue anexionado a Northumbria. Es probablemente el Ceretic cuya muerte consta en los Annales Cambriae en 616 (que debería ser corregido a 617 o poco después). Se suele identificar con Ceredig ap Gwallog, un hombre del norte, cuyo padre, Gwallog ap Llaennog, está asociado con Elmet por el poeta, Taliesin.